# أوسكار دروين
أوسكار دروين هو صحفي وسياسي كندي، ولد في 29 سبتمبر 1890 في مدينة كيبك في كندا، وتوفي بنفس المكان في 16 يوليو 1953. نشط حزبياً في حزب كيبيك الليبرالي. وقد انتخب عضو الجمعية الوطنية في كيبك ‏.